# Zöld füleskolibri
A zöld füleskolibri (Colibri thalassinus) a madarak osztályának sarlósfecske-alakúak (Apodiformes) rendjébe és a kolibrifélék (Trochilidae) családjába tartozó faj.

## Rendszerezése
A fajt William Swainson angol ornitológus írta le 1827-ben, a Trochilus nembe Trochilus thalassinus néven.

## Alfajai
- Colibri thalassinus cabanidis (Heine, 1863)
- Colibri thalassinus crissalis (Todd, 1942)
- Colibri thalassinus cyanotus (Bourcier, 1843) vagy Colibri cyanotus[1]
- Colibri thalassinus kerdeli Aveledo & Perez, 1991
- Colibri thalassinus thalassinus (Swainson, 1827)[2]

## Előfordulása
Mexikó, Costa Rica, Salvador, Guatemala, Honduras, Nicaragua, Panama, Argentína, Bolívia, Kolumbia, Ecuador, Peru és Venezuela területén honos. 
Természetes élőhelyei a szubtrópusi és trópusi síkvidéki és hegyi esőerdők, cserjések, valamint másodlagos erdők, ültetvények, legelők és vidéki kertek.

## Megjelenése
Testhossza 12 centiméter.
|  |

## Természetvédelmi helyzete
Az elterjedési területe nagyon nagy, egyedszáma pedig ismeretlen. A Természetvédelmi Világszövetség Vörös listáján nem fenyegetett fajként szerepel.